# داني (اسم)
داني هو اسم علم مذكر من أصل عربي، ومعناه هو مقتربا لقريب الوافد القريب من الأمور.

## شخصيات تحمل الاسم
- داني ألفيس (لاعب كرة قدم برازيلي، 6 مايو 1983[3] – )
- داني إلفمان (29 مايو 1953[4][5][6] – )
- داني بويل (20 أكتوبر 1956[7][8] – )
- داني جاكوبس (ممثل أمريكي، 7 يوليو 1968 – )
- داني ديفيتو (17 نوفمبر 1944[9][10] – )
- داني روز (لاعب كرة قدم إنجليزي، 2 يوليو 1990[11] – )
- داني غلوفر (22 يوليو 1946[12][13][14] – )
- داني كارفاخال (لاعب كرة قدم إسباني، 11 يناير 1992[15] – )
- داني مينوغ (20 أكتوبر 1971 – )
- داني ويلبيك (لاعب كرة قدم إنجليزي، 26 نوفمبر 1990[16] – )

## شخصيات خيالية تحمل الاسم
- دانيال فاراداي (19 ديسمبر 1977 – )
- دانييل جاكسون (8 يوليو 1965 – )
- دانييل روسو ( – 27 ديسمبر 2004)

## وصلات خارجية
- موسوعة السلطان قابوس لأسماء العرب نسخة محفوظة 5 أبريل 2019 على موقع واي باك مشين.